# Franz Seifert (Bildhauer)

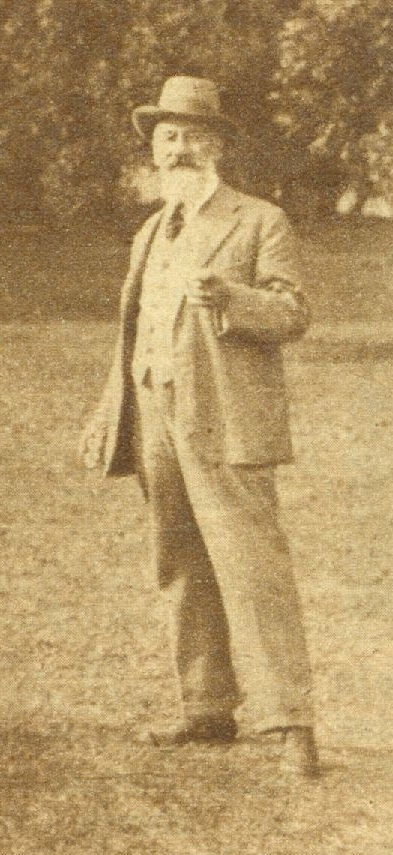
Franz Seifert (1928)

Franz Seifert (* 2. April 1866 in Schönkirchen; † 19. Jänner 1951 in Linz) war ein österreichischer Bildhauer.

## Leben
Franz Seifert studierte bei Edmund Hellmer und Carl Kundmann an der Akademie der Bildenden Künste in Wien. Nach einer längeren Studienreise ins Ausland (vermutlich Rom) führte er für Hellmer einige Arbeiten aus. Seifert fertigte Büsten, Standbilder und kleinere Skulpturen für das Wohnzimmer oder für den Garten, oft zu mythologischen Themen. 1916 wurde er zum Professor ernannt. 1929 zog er sich ins Privatleben zurück und übersiedelte während des Zweiten Weltkrieges nach Linz, wo er auch starb. Politisch stand Franz Seifert der SDAP nahe.

## Werke

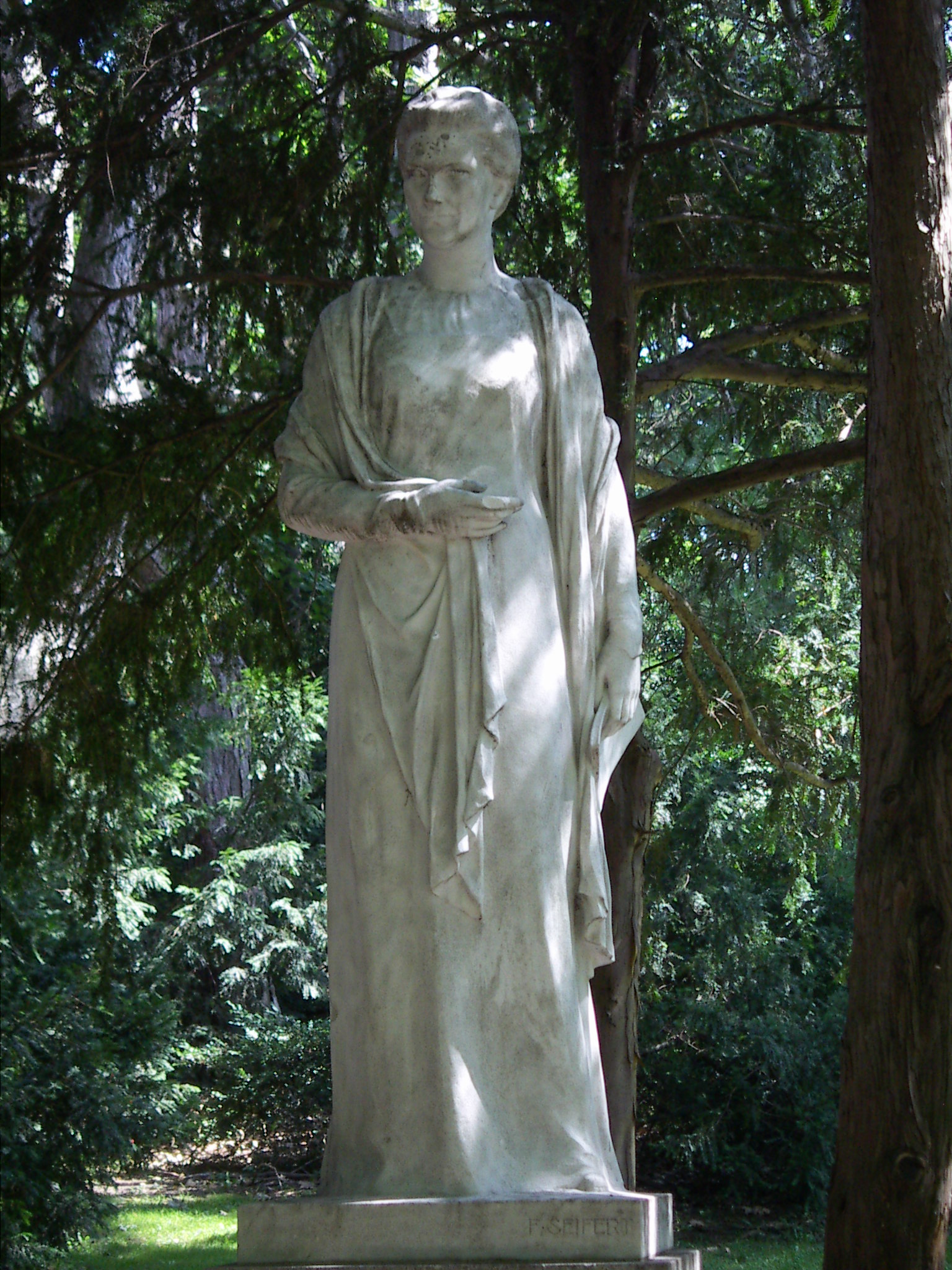
Skulptur (1929) von Auguste Fickert im Türkenschanzpark

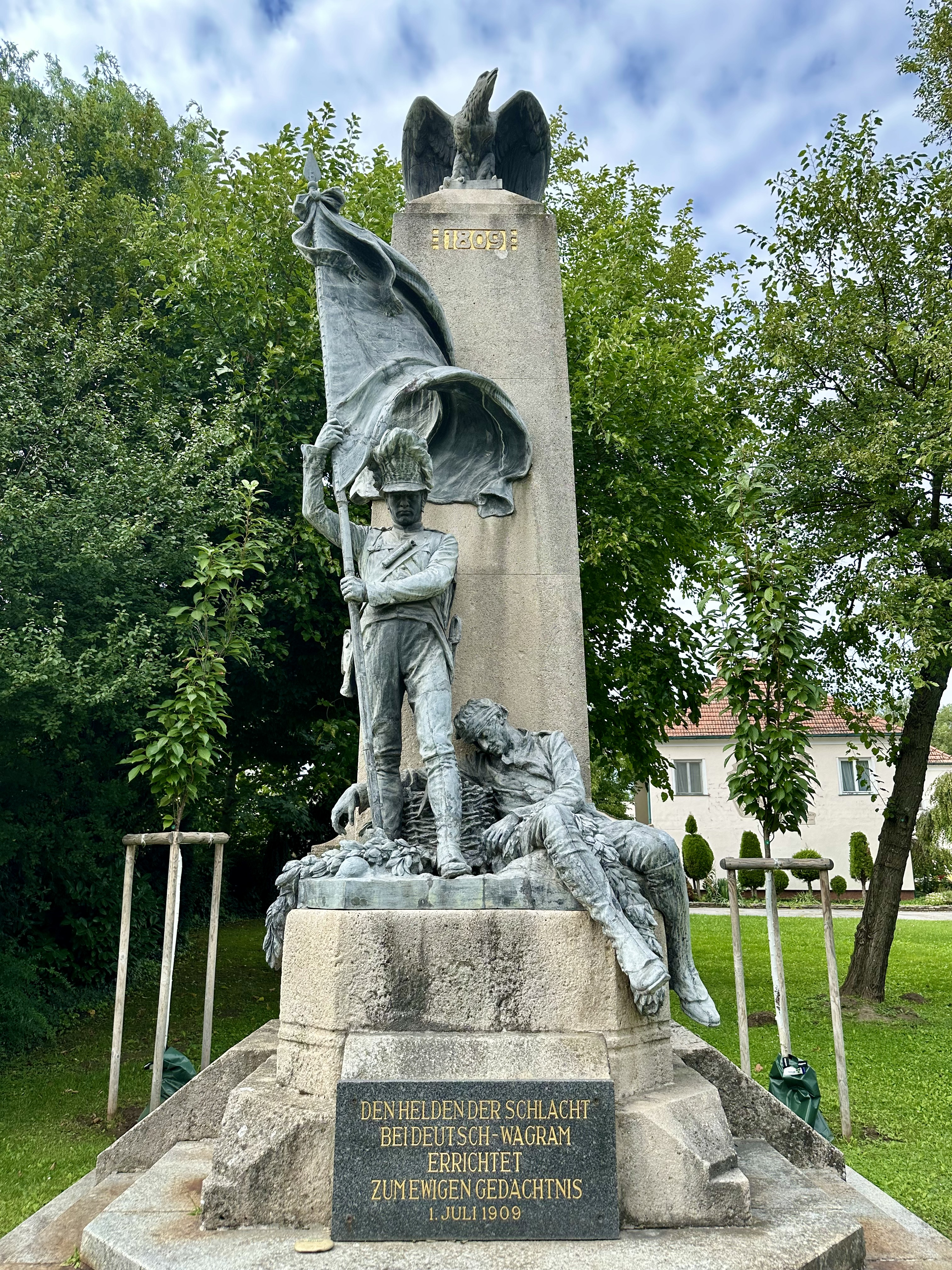
Kriegerdenkmal zum Gedenken an die Schlacht bei Wagram (1809)

- Triest: Kaiserin Elisabeth von Österreich-Bronzestandbild (1912)
- Wien:
  - Denkmal für den Geologen und Paläontologen Eduard Suess (1928)
  - Johann Strauss (Vater) mit Joseph-Lanner-Denkmal (Strauß-Lanner-Denkmal), im Rathauspark (in Zusammenarbeit mit dem Architekten Robert Oerley)
  - Jakob-Reumann-Denkmal im Reumannhof (Wien) (1926)
  - Reumann-Büste für das Republikdenkmal in Wien (1928)
  - Büstendenkmal der Frauenrechtlerin Auguste Fickert (1929), im Türkenschanzpark
  - Porträtmedaillon Pirquets am Pirquethof (1930)[1]
  - zahlreiche Denkmäler und Büsten für den Arkadenhof der Wiener Universität
- Linz:
  - Kinderporträt, weißer Marmor, H. 27 cm, Schlossmuseum
- Deutsch Wagram
  -  Denkmal der Schlacht bei Wagram 1809

## Galerie

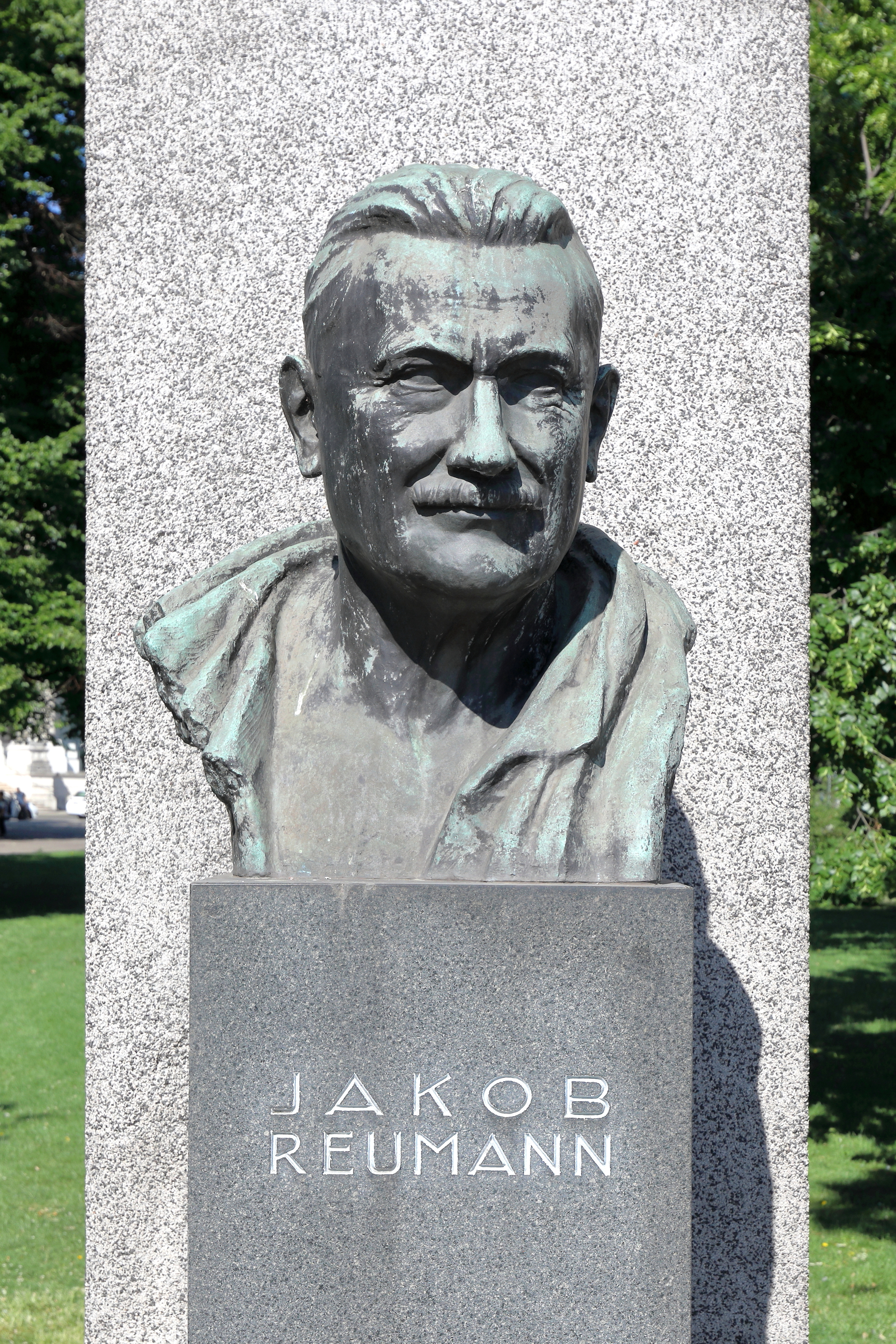
Jakob-Reumann-Büste am Republikdenkmal in Wien
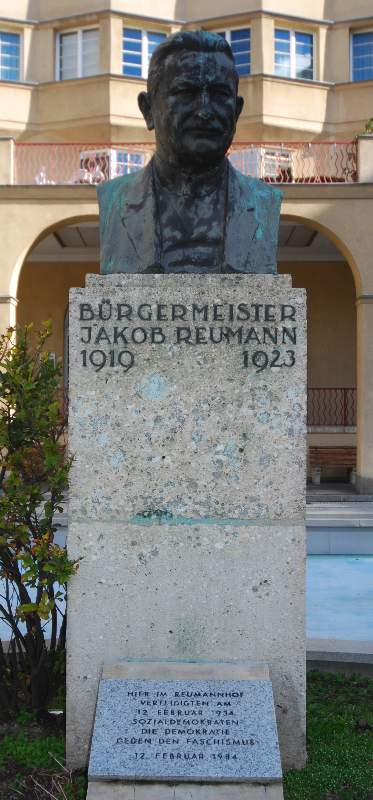
Büste Jakob Reumann im Reumannhof
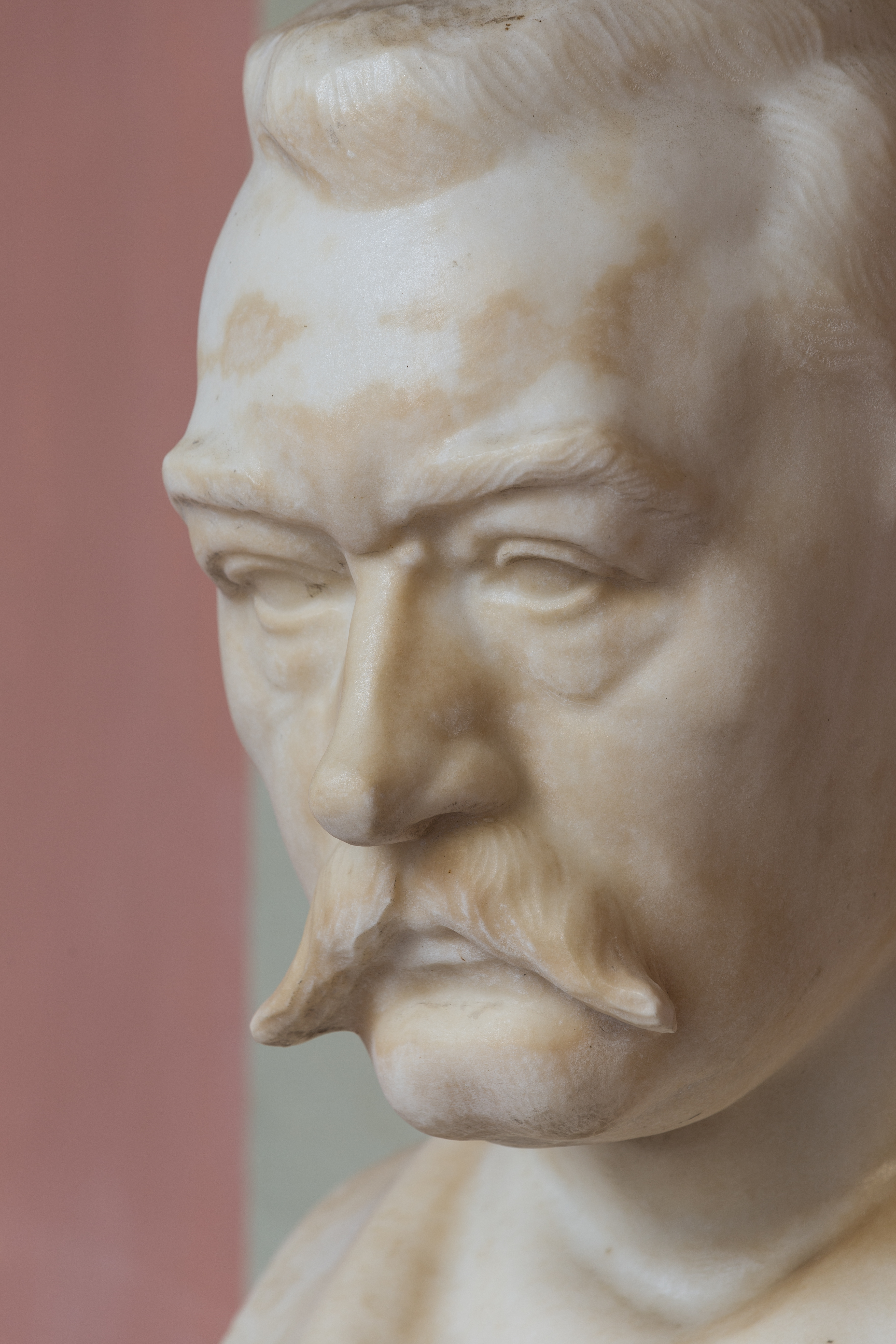
Edmund von Neusser im Arkadenhof der Universität Wien
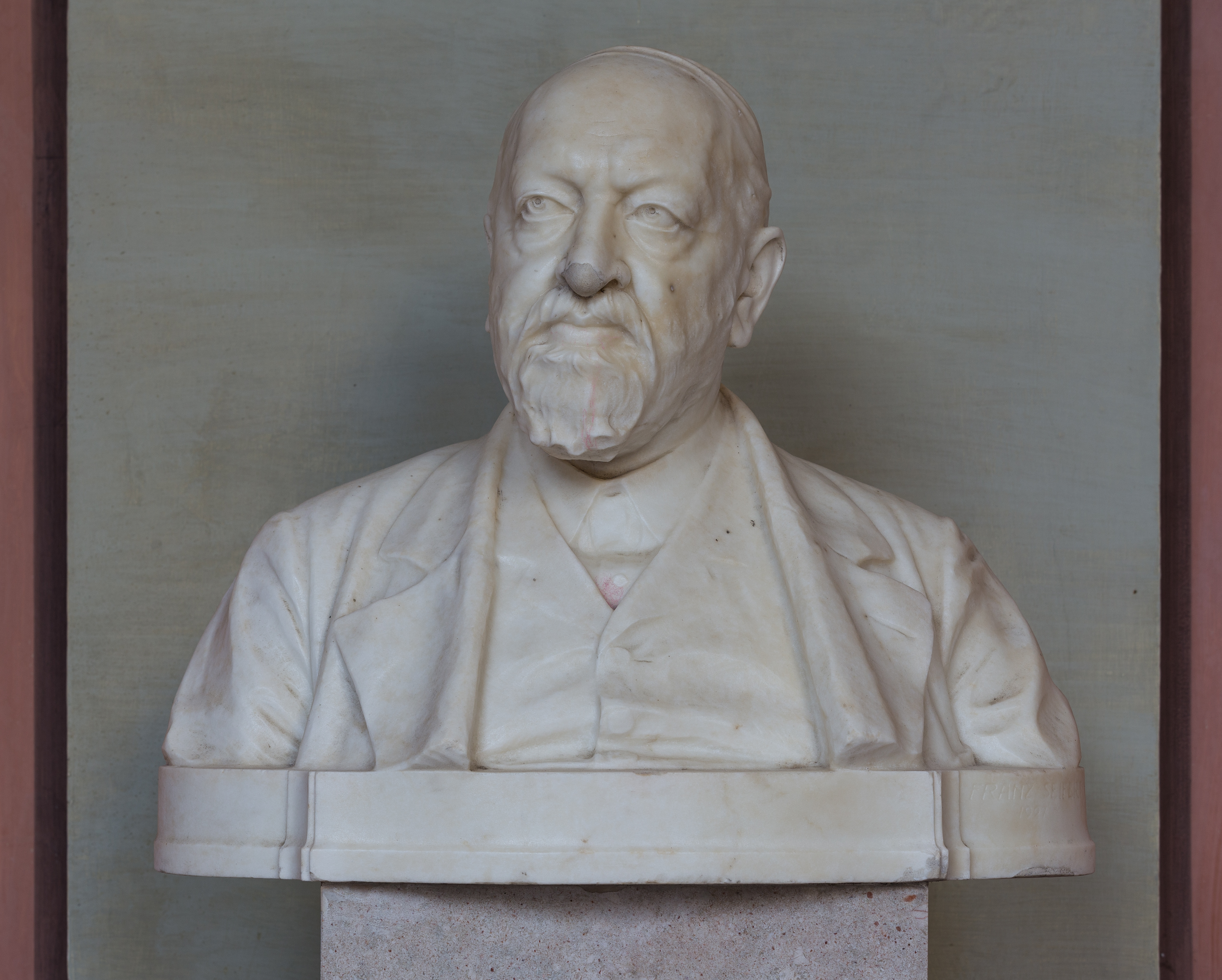
Julius Wiesner im Arkadenhof der Universität Wien